# Брустер Хил (Њујорк)
Брустер Хил (енгл. Brewster Hill) насељено је место без административног статуса у америчкој савезној држави Њујорк.

## Демографија
По попису из 2010. године број становника је 2.089, што је 137 (-6,2%) становника мање него 2000. године.
| Група             | 2000.         | 2010.         |
| Белци             | 2.079 (93,4%) | 1.747 (83,6%) |
| Афроамериканци    | 19 (0,9%)     | 42 (2,0%)     |
| Азијати           | 30 (1,3%)     | 45 (2,2%)     |
| Хиспаноамериканци | 84 (3,8%)     | 242 (11,6%)   |
| Укупно            | 2.226         | 2.089         |